# The Nightingale
The Nightingale (Näktergalen) är en australisk historisk psykologisk thriller från 2018 skriven och regisserad av Jennifer Kent. I filmen medverkar Aisling Franciosi, Sam Claflin, Baykali Ganambarr, Damon Herriman, Harry Greenwood, Ewen Leslie, Charlie Shotwell, Michael Sheasby och Magnolia Maymuru. Den utspelar sig 1825 i Tasmanien och följer en ung irländsk fånge (Franciosi) som söker hämnd mot medlemmar av de koloniala styrkorna i Tasmanien som gruppvåldtog henne och dödade både hennes man och nyfödda dotter. Till sin hjälp har hon en aboriginsk tasmansk spårare, som söker hämnd för de brittiska ockupanternas svarta krig mot sitt folk.